# ماركو لازاريفيتش
ماركو لازاريفيتش هو لاعب كرة قدم صربي في مركز حراسة المرمى، ولد في 28 فبراير 1994 في بلغراد في صربيا. لعب مع نادي بارتيزان.

## وصلات خارجية
- ماركو لازاريفيتش على موقع الاتحاد الأوربي (الإنجليزية)
- ماركو لازاريفيتش على موقع قاعدة بيانات كرة القدم.إي يو (الإنجليزية)
- ماركو لازاريفيتش على موقع Soccerway.com (الإنجليزية)
- ماركو لازاريفيتش على موقع عالم كرة القدم.نت (الإنجليزية)